# Templeton (Californie)
Pour les articles homonymes, voir Templeton.
Templeton est une census-designated place située en Californie dans le comté de San Luis Obispo.
La population était de 7 674 habitants en 2010.

## Démographie
| 2000  | 2010  | - | - | - | - |
| ----- | ----- | - | - | - | - |
| 4 687 | 7 674 | - | - | - | - |